# Кулишов, Владимир Григорьевич
Влади́мир Григо́рьевич Кулишо́в (род. 20 июля 1957, Ростовская область, РСФСР, СССР) — деятель российских спецслужб, генерал армии, первый заместитель директора ФСБ России — руководитель Пограничной службы ФСБ России (с марта 2013 года).
С 6 октября 2022 года за поддержку российской военной агрессии против Украины находится под санкциями всех стран Европейского союза и других стран.

## Биография
Родился 20 июля 1957 года в Ростовской обл.
В 1979 году окончил Киевский институт инженеров гражданской авиации, работал на Ростовском заводе гражданской авиации № 412.
С августа 1982 года служит в органах госбезопасности. Окончил Высшую школу КГБ СССР имени Ф. Э. Дзержинского.
С 2000 года работал в центральном аппарате ФСБ России.
С июля 2003 года начальник Управления ФСБ России по Саратовской области.
С 2004 года 1-й заместитель начальника Управления по борьбе с терроризмом 2-й Службы ФСБ России, впоследствии начальник Управления ФСБ России по Чеченской Республике.
С августа 2008 года по март 2013 года заместитель директора ФСБ России — руководитель аппарата Национального антитеррористического комитета.
В марте 2013 года назначен первым заместителем директора Федеральной службы безопасности Российской Федерации — руководителем Пограничной службы ФСБ России.

## Санкции
6 октября 2022 года, на фоне вторжения России на Украину, внесен в санкционный список Евросоюза за «поддержку и реализацию действий и политики, которые подрывают или угрожают территориальной целостности, суверенитету и независимости Украины». Евросоюз отмечает что под руководством Кулишова сотрудники Пограничной службы ФСБ РФ принимали участие в систематических «фильтрационных» операциях и насильственных депортациях украинцев с оккупированных территорий Украины, кроме того российские пограничники незаконно подвергали граждан Украины длительным допросам, обыскам и задержаниям.
Также включен в санкционные списки Швейцарии, Канады, Австралии и Новой Зеландии.

## Личная жизнь
Кулишова Инга Леонидовна (жена) живёт и работает в Москве, есть двое сыновей и дочь.

## Награды
Ордена:
- Орден «За заслуги перед Отечеством» II степени
- Орден «За заслуги перед Отечеством» III степени
- Орден Александра Невского (Россия)
- Орден Суворова (Россия)
- Орден Мужества
- Орден «За военные заслуги»

Медали:
- Юбилейная медаль «70 лет Вооружённых Сил СССР»
- Медаль «За заслуги в контрразведке» (ФСБ)
- Медаль «За заслуги в борьбе с терроризмом» (ФСБ)
- Медаль «За отличие в специальных операциях» (ФСБ)
- Медаль «За участие в контртеррористической операции» (ФСБ)
- Медаль «За отличие в военной службе» (ФСБ) I и II степени
- Медаль «За безупречную службу» III степени
- Медаль «За возвращение Крыма»
- Медаль «200 лет МВД России»

Знаки:
- Знак «За службу в Заполярье»
- Нагрудный знак «Почётный сотрудник контрразведки»
- Нагрудный знак «Почётный сотрудник госбезопасности»